# 마키모사우루스

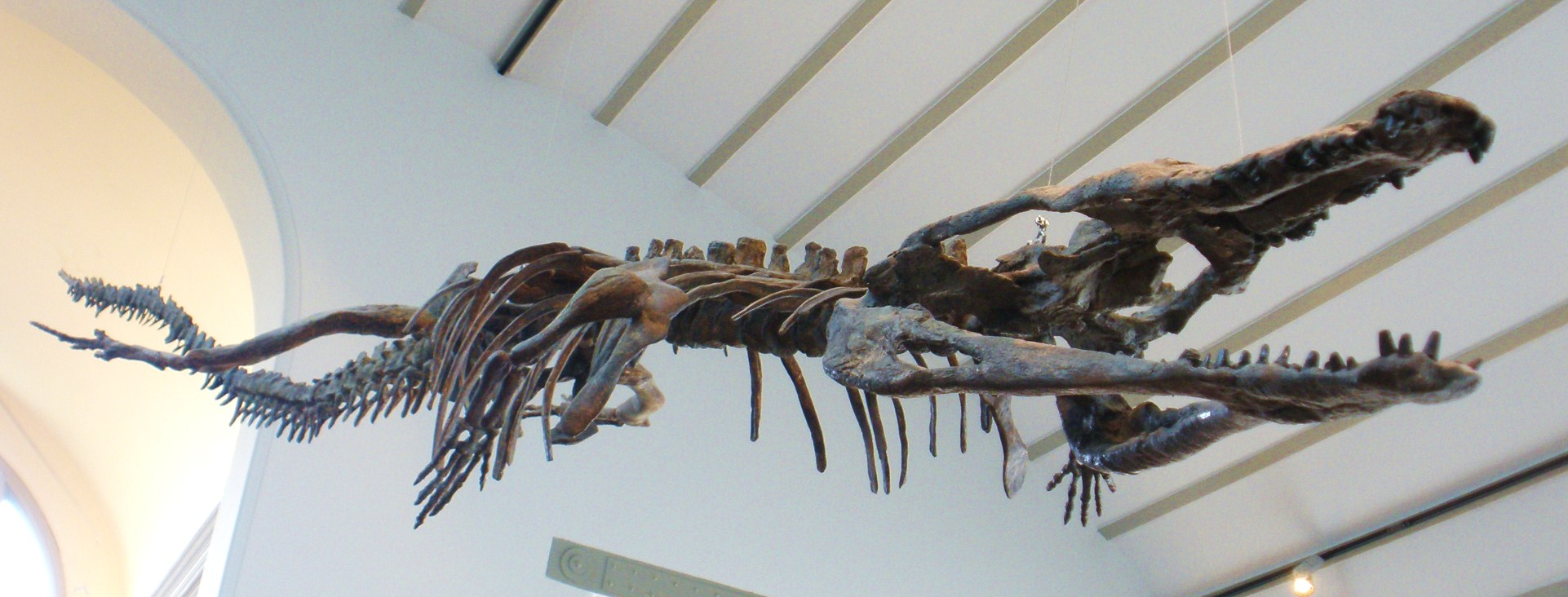

마키모사우루스(학명:Machimosaurus hugii)는 악어목 텔레오사우루스과에 속하는 악어이다. 지금은 멸종된 악어로 몸길이가 7.2m인 거대한 악어이다.

## 특징
마키모사우루스는 수많은 세로 선이 있는 고립된 원뿔형의 모습과 무딘 이빨이 특징이다. 그것은 무딘 정점과 스카우트 형태학으로 설명이 되며 다른 텔레오사우루스과와 확연히 구분되는 이빨을 가지고 있다. 두개골이 큰 편으로 위턱과 아래턱에는 각각 18~20개의 이빨을 가지고 있으며 바다에서 주로 살았던 바다악어 중에 하나였다. 스위스에서는 조기 김메리지안 사우로포드의 대퇴골에 마키모사우루스한테 물린 자국이 일치하며 이는 동일한 퇴적물에서도 발견이 되었다. 이것은 사우로포드의 시체를 청소하거나 살아있는 악어처럼 바닷가에서 활발한 사냥꾼으로 포식자의 역할을 했을 것으로 추정된다. 이런 이빨의 형태학적 비교는 단단한 먹이를 포착하고 분쇄하는 데에 적용이 되는 것을 확인하게 된다. 또한 척추에 있는 관절을 토대로 마키모사우루스는 조향과 군형에 사용되는 팔다리와 꼬리의 측면 기복에 의해 수영을 하였고 개방된 바다에서 살았을 것으로 보인다. 두개골은 부착 부위가 커서 머리와 목을 움직이는 하향 이동을 하는 근육이 잘 발달되어, 이것은 마키모사우루스의 수영을 하는 데에 많은 도움이 됐을 것으로 보인다. 먹이로는 당대에 살았던 물고기, 갑각류, 해양 파충류, 작은 어룡 등을 주로 잡아먹었을 육식성의 포식자로 추정이 된다.

## 생존시기와 서식지와 화석의 발견
마키모사우루스가 생존하던 시기는 중생대의 쥐라기 후기와 백악기의 초기로 지금으로부터 약 1억 5700만년전~1억 3000만년전에 살았던 종이다. 생존하던 시기에는 유럽의 대서양과 북극해에서 주로 서식했을 것으로 추정되는 종이다. 화석의 발견은 1837년에 쥐라기와 백악기에 형성된 지층에서 고생물학자들에 의해 처음으로 발견이 되었으며 이후에는 영국, 프랑스, 독일, 포르투갈, 스위스, 튀니지에서 추가로 화석이 발견되어 새로이 명명된 종이다.

## 같이 보기
- 악어
- 중생대
- 쥐라기
- 백악기
- 파충류
- 화석